# Nazionale femminile di pallavolo di Cipro
La nazionale femminile di pallavolo di Cipro è la rappresentativa femminile pallavolistica di Cipro: squadra europea, è posta sotto l'egida della Federazione pallavolistica di Cipro.

## Rosa
Segue la rosa delle giocatrici convocate per i XX Giochi dei piccoli stati d'Europa.
| N° | Nome                    | Ruolo | Data di nascita   | Squadra            |
| -- | ----------------------- | ----- | ----------------- | ------------------ |
| 1  | Tatyana Mudritskaya     | O     | 17 gennaio 1985   | AEL Limassol       |
| 2  | Christiana David        | L     | 27 settembre 1993 | AEK Larnaca        |
| 3  | Véronika Hudima         | S     | 8 luglio 1988     | Olympiada Neapolīs |
| 4  | Demetra Kouta           | L     | 16 aprile 1994    | Olympiada Neapolīs |
| 7  | Aleksandra Karabinovich | S     | 1º luglio 1998    | Dikefalos Geriou   |
| 8  | Maria Chitziou          | L     | 3 ottobre 1997    | Nea Salamis        |
| 10 | Ourania Chimonides      | C     | 13 luglio 2007    | Anorthōsīs         |
| 12 | Anni Prokopiou          | O     | 22 gennaio 2005   | Olympiada Neapolīs |
| 13 | Antri Iordanou          | C     | 23 febbraio 1988  | Nea Salamis        |
| 14 | Sofia Georgiou          | S     | 8 settembre 2010  | Apollōn Limassol   |
| 15 | Elena Tsoutsouki        | P     | 16 novembre 2004  | Anorthōsīs         |
| 16 | Konstantina Siapani     | S     | 5 settembre 2008  | Nea Salamis        |
| 17 | Thea Christoforou       | C     | 25 settembre 2008 | Apollōn Limassol   |
| 18 | Maria Olga Siapani      | P     | 5 gennaio 2005    | SUNY Albany        |

## Risultati

### Competizioni CEV
| 2000 | 1º posto        | Convocazioni |
| 2002 | 2º posto        | Convocazioni |
| 2004 | 1º posto        | Convocazioni |
| 2007 | 3º posto        | Convocazioni |
| 2009 | 1º posto        | Convocazioni |
| 2011 | 1º posto        | Convocazioni |
| 2013 | 1º posto        | Convocazioni |
| 2015 | 1º posto        | Convocazioni |
| 2017 | 3º posto        | Convocazioni |
| 2019 | non qualificata | -            |
| 2022 | non qualificata | -            |
| 2023 | non qualificata | -            |
| 2024 | non qualificata | -            |

| 2018 | non qualificata | -            |
| 2019 | 5º posto        | Convocazioni |
| 2021 | non qualificata | -            |
| 2022 | non qualificata | -            |
| 2023 | non qualificata | -            |
| 2024 | non qualificata | -            |

### Competizioni zonali
| 1975 | non qualificata | -            |
| 1979 | non qualificata | -            |
| 1983 | non qualificata | -            |
| 1987 | non qualificata | -            |
| 1991 | non qualificata | -            |
| 1993 | non qualificata | -            |
| 1997 | non qualificata | -            |
| 2001 | non qualificata | -            |
| 2005 | non qualificata | -            |
| 2009 | non qualificata | -            |
| 2013 | non qualificata | -            |
| 2018 | 9º posto        | Convocazioni |
| 2022 | non qualificata | -            |

| 1989 | 1º posto        | Convocazioni |
| 1991 | 1º posto        | Convocazioni |
| 1993 | 3º posto        | Convocazioni |
| 1995 | 1º posto        | Convocazioni |
| 1997 | 1º posto        | Convocazioni |
| 1999 | 2º posto        | Convocazioni |
| 2001 | 2º posto        | Convocazioni |
| 2003 | 1º posto        | Convocazioni |
| 2005 | 2º posto        | Convocazioni |
| 2007 | 1º posto        | Convocazioni |
| 2009 | 1º posto        | Convocazioni |
| 2011 | 2º posto        | Convocazioni |
| 2013 | 1º posto        | Convocazioni |
| 2015 | non qualificata | -            |
| 2017 | 1º posto        | Convocazioni |
| 2019 | 2º posto        | Convocazioni |
| 2025 | 2º posto        | Convocazioni |